# Dasophrys compressus
Dasophrys compressus là một loài ruồi trong họ Asilidae. Dasophrys compressus được Hull miêu tả năm 1967. Loài này phân bố ở vùng nhiệt đới châu Phi.